# Pierre Geremia
Pierre Geremia (Palerme, 10 août 1399 - Palerme, 3 mars 1452) est un dominicain sicilien reconnu bienheureux par l'Église catholique.

## Biographie
Pierre naît le 10 août 1399 à Palerme dans la noble famille Geremia. Il commence ses études dans sa ville natale puis les poursuit à l'université de Bologne pour y étudier le droit. Selon son hagiographie, une nuit de 1422, un membre de sa famille décédé lui apparaît pour lui dire que ses actions lui ont fait perdre l'entrée du paradis et avertit Pierre de ne pas répéter ses erreurs. Après cette vision Pierre abandonne ses études et entre dans l'ordre des Prêcheurs. Dès qu'il est ordonné prêtre, il commence son ministère de prédication. Sa renommée attire l'attention de saint Vincent Ferrier qui l'exhorte à continuer. Il ne prêche pas seulement à Bologne et en Lombardie mais dans toute l'Italie.
En 1427, le maître de l'ordre des Prêcheurs l'envoie en Sicile pour rétablir l'observance régulière de tous les monastères dominicains de l'île. En 1439, à l'occasion du concile de Florence, il est appelé à servir de médiateur entre l'Église grecque et l'Église latine. On lui propose un poste d'évêque qu'il refuse mais doit accepter la charge de visiteur apostolique. Il continue ses prédications souvent en plein air, parce que les églises ne peuvent contenir le grand nombre de personnes qui affluent pour le voir. Il a un don particulier pour faire cesser les discordes et réconcilier les ennemis. Il meurt le 3 mars 1452 au couvent de Santa Zita à Palerme.

## Culte
Le pape Pie VI autorise son culte le 12 mai 1784. Son corps repose dans l'église saint Dominique de Palerme.